# Calendário Pirelli

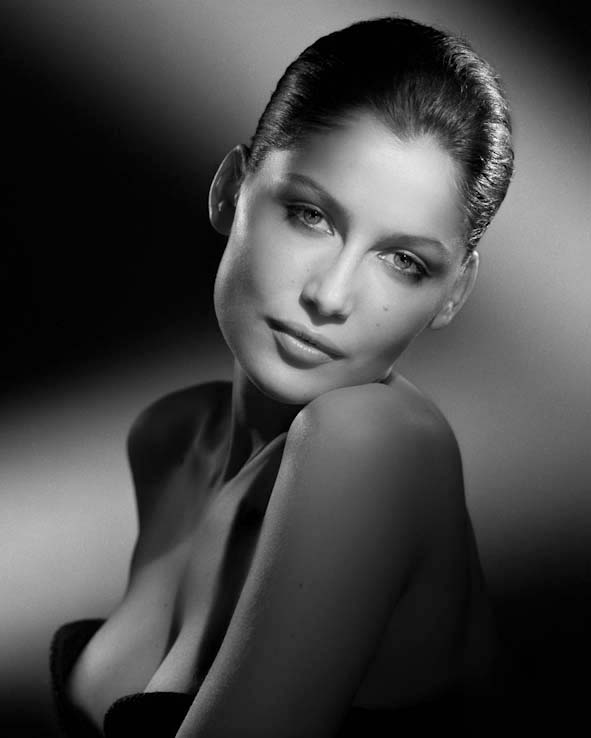

Calendário Pirelli é uma publicação anual cujas origens remontam a 1964, e que costuma reunir fotógrafos renomados e grandes ícones do cenário fashion em edições retratadas nas paisagens mais deslumbrantes do planeta.
O calendário é publicado pela empresa italiana Pirelli.

## História
Na década de 1980 com o surgimento da era das supermodelos, top models como Iman (em 1985) e Naomi Campbell (1987), começaram a aparecer nas cobiçadas páginas do calendário.
Em 1998, o fotógrafo Bruce Weber fotografou, pela primeira vez, homens  que não eram modelos, mas que eram figuras importantes do cenário pop, como o músico B.B. King, o ator Ewan McGregor e o vocalista da banda U2, Bono Vox.
Em 2001, o renomado fotógrafo peruano Mario Testino, fotografou várias modelos brasileiras para o calendário, entre elas: Gisele Bündchen, Mariana Weickert, Fernanda Tavares e Ana Claudia Michels em Nápoles na Itália.
Em 2003, Bruce Weber, reuniu, pela primeira vez, homens e mulheres juntos para ilustrar as páginas do calendário. Entre os brasileiros estavam: Alessandra Ambrósio, Isabeli Fontana e Marcelo Boldrini.
Em 2005, o casting do Calendário Pirelli trouxe imagens das brasileiras Adriana Lima, Isabeli Fontana, Liliane Ferrarezi, Valéria Bohn e da top inglesa Naomi Campbell no Rio de Janeiro.
Em  2006, Gisele Bundchen posou novamente para o calendário. Além da top model, a edição trouxe em suas páginas, a cantora e atriz Jennifer Lopez e a modelo britânica Kate Moss.
Em 2007, a edição trouxe como capa a atriz italiana Sophia Loren.
Em 2008, Carol Trentini foi a única brasileira a representar o país nas concorridas páginas.
Em 2009, as tops Emanuela de Paula e Isabeli Fontana, são as brasileiras que ilustram o famoso calendário.
A edição de 2021 foi cancelada devido à Pandemia de COVID-19. Para 2022, o cantor Bryan Adams foi escolhido como fotógrafo da edição.